# Euklidov algoritam
Euklidov algoritam je osnovni postupak pronalaženja najvećeg zajedničkog djelitelja ili najveće zajedničke mjere dvaju prirodnih brojeva u elementarnoj teoriji brojeva.
Ovaj je teorem i njegov dokaz prvi naveo Euklid u sedmoj knjizi čuvenih Elemenata. Algoritam je unatoč svojoj jednostavnosti i danas vrlo koristan te se i dalje uspješno primjenjuje.
Ako imamo neka dva prirodna broja {\displaystyle a>b} naći ćemo {\displaystyle M(a,b)=d} tako da uzastopno oduzimamo {\displaystyle r=a-qb} dok ne dođemo do prvog pozitivnog broja {\displaystyle r} manjeg od {\displaystyle b.} Zatim oduzimamo višekratnike broja {\displaystyle r} od {\displaystyle b} i dobivamo {\displaystyle b=q_{1}r+r_{1},0\leq r_{1}<r} Sada računamo {\displaystyle r=q_{2}r_{1}+r_{2}} na sličan način, itd. Uočimo da {\displaystyle d} dijeli svaku razliku {\displaystyle r_{n-1}-q_{n+1}r_{n}} pa zato postupak ponavljamo konačno mnogo puta sve dok ne dođemo do {\displaystyle d-d=0.}
U dokazima Euklidova algoritma, često se koristi sljedeća važna lema. 
Neka je {\displaystyle a=bq+r} za prirodne brojeve {\displaystyle a>b,0\leq r<b}. Tada vrijedi {\displaystyle M(a,b)=M(b,r)}.
Naime, ako je {\displaystyle M(a,b)=d,M(b,r)=e} tada iz gornje jednakosti slijedi {\displaystyle d\vert r}. No, onda mora biti {\displaystyle d\leq e.} Analogno, {\displaystyle e\vert a} pa je {\displaystyle e\leq d}. 
Dobivamo {\displaystyle e=d}, tj. 
{\displaystyle M(a,b)=M(b,r)}.

## Geometrijski dokaz
Zamislimo da imamo dvije dužine {\displaystyle a,b} prirodnih duljina {\displaystyle |a|>|b|}  te neka je {\displaystyle M(|a|,|b|)=|d|.} Dakle, zamišljamo da je {\displaystyle d} najdulja dužina od svih onih dužina koje možemo nanijeti prirodan broj puta, dakle bez ostatka, na obje dužine {\displaystyle a,b.} Tada je naravno {\displaystyle a=kd,b=md,k>m.} Uočimo da ovdje znamo najveću zajedničku mjeru dužina {\displaystyle a,b} pa ćemo tako lagano pokazati valjanost algoritma.
Napomena. Ako je moguće neku dužinu {\displaystyle l'} nanijeti prirodan broj puta i pokriti cijelu dužinu {\displaystyle l} te vrijedi {\displaystyle |l|,|l'|\in \mathbb {N} }, reći ćemo da {\displaystyle l'} ulazi u {\displaystyle l.}
Očito {\displaystyle d} ulazi i u razliku {\displaystyle 0\leq a-qb<b,} tj. od dužine {\displaystyle a} oduzimamo dužinu {\displaystyle b} onoliko puta dok ne dođemo do dijela dužine {\displaystyle a} koja nije duža od {\displaystyle b} i dobivamo dužinu {\displaystyle r.} Očito {\displaystyle d} ulazi u {\displaystyle r,} ali manji ili jednak broj puta nego u {\displaystyle b} jer je {\displaystyle |r|\leq |b|.} Sada oduzimamo 
{\displaystyle r_{1}=b-q_{1}r,} i tako dalje. 
Svakim korakom od veće dužine oduzimamo kraću za onoliko puta koliko treba da od dulje dužine dobijemo dužinu kraću (ili jednako dugu) od dužine koja je u koraku prije bila dulja. Te su dužine zapravo uvijek višekratnici dužine {\displaystyle d.} Ovaj postupak mora imati konačno mnogo koraka pa ćemo, prema tome, u nekom trenutku doći do dužina duljina {\displaystyle 1\cdot d,1\cdot d,} što zaista jest najveća zajednička mjera dužina {\displaystyle a,b.} Time je algoritam opravdan.
Dodajmo još da je sličan dokaz ovome naveo i sam Euklid.

## Učinkovitost algoritma
Neka imamo dva prirodna broja {\displaystyle a>b}. Nije teško pokazati da za broj koraka {\displaystyle j} Euklidovog algoritma za brojeve {\displaystyle a,b} vrijedi {\displaystyle j<2\log _{2}{b}.}